# 바버라 스탠윅
바버라 스탠윅(영어: Barbara Stanwyck, 본명은 루비 캐서린 스티븐스(영어: Ruby Catherine Stevens), 1907년 7월 16일 ~ 1990년 1월 20일)은 미국의 배우이다.

## 출연 작품
- 레이디스 오브 레저 (1930)
- 베이비 페이스 (1933)
- 스텔라 달라스 (1937)
- 레이디 이브 (1941)
- 볼 오브 파이어 (1941)
- 이중 배상 (1944)
- 살인 전화 (1948)
- 타이타닉의 최후 (1953)
- 이그젝티브 쉬트 (1954)